# 13e groupe de reconnaissance de division d'infanterie
Le 13e groupe de reconnaissance de division d'infanterie (13e GRDI) est une unité de l'armée française créée en 1939 et rattachée à la 6e division d'infanterie. Elle a participé à la bataille de France lors de la Seconde Guerre mondiale.

## Historique
Il est créé par le centre mobilisateur de cavalerie no 3 (Rouen-Evreux-Saint-Lô). Appartient avec les 36e RI, 74e RI, 119e RI, 43e RAD et 243e RALD, à la 6e division d'infanterie, rattachée à la 3e Armée.
Au moment de l'offensive allemande du 10 mai, il stationne dans la Meuse à Joinville-en-Woevre. Après de nombreux mouvements, il voit le feu pour la première fois le 24 mai au bois de Sommauthe où il couvre le repli de la division. Le chef de corps du GRDI, le lieutenant-colonel de Saint-Vincent est tué par un bombardement d'artillerie,. Il continue sa retraite pour établir une position de résistance dans les bois de Vaux-en-Dieulet.
Les Allemands attaquent le 11 juin, le GRDI combat à Belval, au bois des Dames, sur la côte 328 (Imecourt) et à Verpel le 12. Il arrive avec grande peine à se replier pour s'établir sur de nouvelles lignes de défense. Il combat ensuite au bois de Malancourt le 14 juin. Le 15 et le 16, il est accroché successivement lors de son repli à Fleury-sur-Aire, Bulainville, Pierrefitte, Courcelles-au-Bois, Koeur et la Grande.
Le 17 juin, ses restes sont rattachés au 51e GRDI à Gimont. Attaqué le 20 juin dans la région de Remiremont – Seux, il se défend encore valeureusement. Les débris des deux GRDI encerclés tentent de se dégager mais ils sont forcés de se rendre.

## Ordre de bataille
- Commandement : Lieutenant-colonel de Saint-Vincent (jusqu'au 25 mai[4]) puis Chef d’Escadrons Veynante[2]
- Adjoint : Capitaine Charron[2]
- Escadron Hors Rang : inconnu[2]
- Escadron Hippomobile : Capitaine Regy[2]
- Escadron Motorisé : Capitaine Lang[2]
- Escadron de Mitrailleuses et Canons de 25 : Capitaine Pastré[2]